# 찰스 피어슨

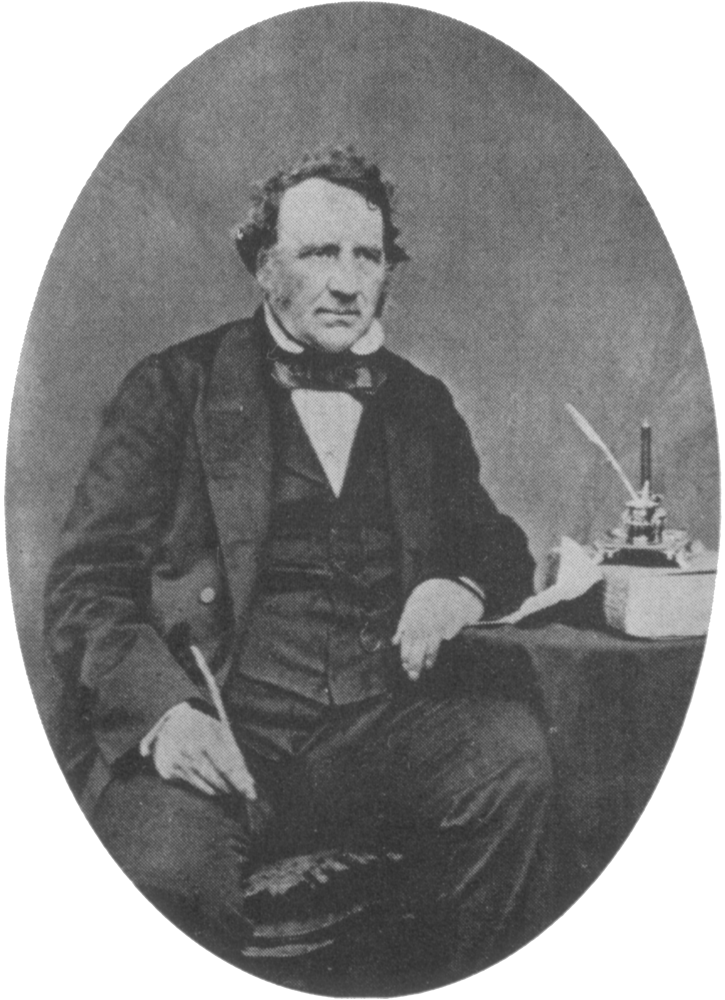

찰스 피어슨(Charles Pearson, 1793년 10월 4일 – 1862년 9월 14일)은 영국의 변호사이자 정치가였다. 개혁 운동가이자 시티오브런던의 변호사였으며, 간략하게는 램버스(Lambeth)의 자유당 (영국) 의원이었다. 배심원 선출, 형벌 개혁, 사형 폐지, 보통선거 등 부패에 반대하는 캠페인을 벌였다.
피어슨은 시 변호사로서 자신의 영향력을 활용하여 교통 통신 개선을 촉진했다. 처음에 그는 터널을 통해 접근할 수 있는 도시의 중앙 기차역을 제안했으며, 이 역은 여러 철도 회사에서 사용되어 근로자들이 더 멀리서 도시로 통근할 수 있도록 했다. 이 계획이 거부되자 피어슨은 수도의 북쪽 종착역을 연결하는 지하철 건설을 추진했다. 그 결과 탄생한 메트로폴리탄 철도는 세계 최초의 지하철이었으며 광범위한 런던 지하철 네트워크의 개발과 수도의 급속한 확장을 가져왔다.